# 플레이 더티
플레이 더티(Play Dirty)는 영국에서 제작된 안드레 드토스 감독의 1968년 전쟁, 모험 영화이다. 마이클 케인 등이 주연으로 출연하였다.

## 출연

### 주연
- 마이클 케인

### 조연
- 나이젤 대번포트
- 나이젤 그린
- 해리 앤드류즈
- 패트릭 조던
- 다니엘 필론
- 버나드 아카드